# Parochlus
Parochlus är ett släkte av tvåvingar som beskrevs av Günther Enderlein 1912. Parochlus ingår i familjen fjädermyggor.

## Dottertaxa tillParochlus, i alfabetisk ordning[1][2]
- Parochlus araucanus
- Parochlus ayseni
- Parochlus brassianus
- Parochlus brevipennis
- Parochlus brevis
- Parochlus chiloensis
- Parochlus crassicornis
- Parochlus cristatus
- Parochlus crozetensis
- Parochlus darwini
- Parochlus duséni
- Parochlus fascipennis
- Parochlus fuegianus
- Parochlus grandilobus
- Parochlus gressitti
- Parochlus incaicus
- Parochlus kiefferi
- Parochlus montivagus
- Parochlus nigrinus
- Parochlus pallidus
- Parochlus patagonicus
- Parochlus peruvianus
- Parochlus pilosus
- Parochlus reductus
- Parochlus rennelli
- Parochlus selkirki
- Parochlus skottsbergi
- Parochlus spinipalpis
- Parochlus squamipalpis
- Parochlus steinenii
- Parochlus subantarcticus
- Parochlus tricornis
- Parochlus trigonocerus
- Parochlus tubulicornis
- Parochlus wellingtoni
- Parochlus villarricensis